# 敘普林根堡的格特魯德
敘普林根堡的格特魯德（德語：Gertrud von Süpplingenburg，1115年4月18日—1143年4月18日），巴伐利亞公爵夫人（1127年至1138年）、薩克森公爵夫人（1137年至1138年），洛泰爾二世的女兒。
1125年神聖羅馬皇帝亨利五世去世，同年格特魯德的父親被選為「羅馬人的國王」（即德意志國王）。為了加強與韋爾夫家族的合作，洛泰爾於1127年將格特魯德許配給巴伐利亞公爵亨利十世。1137年洛泰爾去世，亨利十世繼承其薩克森公爵之位。然而，亨利十世拒絕效忠新任國王康拉德三世，後者剝奪了他巴伐利亞公爵和薩克森公爵的身份：巴伐利亞由巴本堡的利奧波德繼承，薩克森公爵則由阿斯坎尼的阿爾布雷希特繼承。
海因里希於1139年去世，留下一個兒子：日後的獅子亨利。1142年亨利被康拉德三世認可為薩克森公爵，由格特魯德擔任攝政。康拉德三世去世後，繼任的腓特烈一世於1156年封亨利為巴伐利亞公爵，薩克森和巴伐利亞再次回到韋爾夫家族手中。